# 메시아의 비밀
메시아의 비밀(Messianic Secret)은 예수가 추종자들에게 그의 메시아적 사명에 대해 침묵을 지키라 명령하는 것에 대한 주제이다.
이 주제에 관심이 쏠린 것은 1901년 윌리엄 브레데(William Wrede)부터다. 브레데의 이론 중 일부는 신약성경에서 예수의 신적 본성을 인정하는 이들에게 그가 메시아임을 알리지 말라고 명령하는 것에 대한 것이다. 브레데는 이것이 역사적 진술보다도 복음사가 마르코가 추가한 것이라고 보았다. 이 이론은 처음에는 강력한 비판을 받았지만, 그 후 1920년대에 널리 수용되었다. 그러나 다시 지지를 잃기 시작했고, 1970년대에 이르러서는 처음 제안된 이론의 형태는 거의 남아있지 않게 되었다. 이후로는 문헌학적, 역사학적, 신학적으로 이를 설명하고자 하는 시도들이 이어지고 있다.

## 설명

### 브레데의 이론
브레데는 이 구절이 실제로 예수가 말한 것이 아니라, 마르코가 임의로 추가한 것이라고 주장했다. 1901년 이 이론이 등장한 직후 윌리엄 샌데이와 알베르트 슈바이처 등의 신학자들은 이에 대해 부정적인 반응을 보였다. 1920년대에 들어 브레데의 이론은 널리 인정받기 시작했지만, 이후 새로운 비판이 제시되며 그 지지세가 감소하기 시작했다. 1960년대에 울리히 루스는 예수가 치유된 사람들에게 내린 침묵의 명령이 제자들에게 내려진 명령과 다른 범주에 속한다는 것을 논증했다. 1970년대에 이르러서는 처음 제안된 이론의 형태는 거의 남아있지 않게 되었다.

### 다른 설명들
예수가 내린 비밀 엄수 명령에 관한 다른 설명들이 제시되고 있다. 개중에는 이것이 오역에 근거한 것이라며 문헌학적으로 설명하고자 하는 시도도 있다. 일례로, 마드리드의 학자들은 아람어 원어론에 근거하여 예수가 그러한 개념들을 표현한 적이 없으며, 헬라어로 번역하는 과정에서 오역된 것이라고 주장한다. 그러나 이 주장에 대한 물질적인 근거는 아직 없다.
역사적 설명은 일반적으로 마르코의 복음서의 역사성을 인정하며 예수가 직접 그러한 명령을 내렸다고 본다. 이 관점에서 예수가 그러한 명령을 내린 동기가 무엇인지 연구되고 있는데, 개중에는 '유명인'이 되지 않음으로 활동에 방해받기를 원하지 않았다는 설명도 있다.
신학적 설명은 아직 드러날 적절한 때가 아니었기 때문에 숨기라 한 것으로 이해한다. 이 이론에 따르면, 예수는 자신이 언제 법정에 가야 하는지 알고 있었고, 십자가에 못 박혀 죽을 때를 알고 있었기 때문에 그 시기를 맞추기 위해 이름이 널리 알려지지 못하도록 한 것이다. 마태오의 복음서에서 예수를 죽이고자 한 바리새파의 음모(마 12:14)와 비밀 엄수 명령(마 12:16)이 연관되어 기술된 것이 그 근거로 제시된다. 예수는 자신에 대한 음모를 알고 그 곳을 떠나 치유 사역을 계속했다. 마태오는 한 걸음 더 나아가, 때아닌 갈등을 피함으로써 사역을 완수하려는 예수의 결정이 이사야의 예언을 이행한 것이라고 해석한다.